# Groșerea
Groșerea – wieś w Rumunii, w okręgu Gorj, w gminie Aninoasa. W 2011 roku liczyła 626 mieszkańców.